# Robert Billingham
Robert Iain Colin „Bob“ Billingham (* 10. Dezember 1957 in London, Vereinigtes Königreich; † 30. März 2014 in Grass Valley) war ein US-amerikanischer Segler.

## Erfolge
Robert Billingham nahm an den Olympischen Spielen 1988 in Seoul neben William Baylis als Crewmitglied des US-amerikanischen Bootes der Soling-Klasse von Skipper John Kostecki teil. Trotz dreier Siege in sieben Wettfahrten und lediglich 14 Gesamtpunkten mussten sie sich dem von Jochen Schümann angeführten deutschen Boot knapp geschlagen geben, das die Regatta mit 11,7 Punkten beendete. Billingham, Baylis und Kostecki wurden damit vor dem dänischen Boot um Jesper Bank Zweite und sicherten sich die Silbermedaille. Gemeinsam mit Kostecki und Baylis gewann Billingham vier Medaillen bei Weltmeisterschaften: 1985 wurden sie in Sarnia zunächst Dritte, ehe ihnen 1986 in La Trinité-sur-Mer und 1988 in Melbourne jeweils der Titelgewinn gelang. Dazwischen gewannen sie 1987 in Kiel Silber.
Billingham segelte mehrfach beim America’s Cup und war auch im administrativen Teil des Wettbewerbs aktiv. 1992 gehörte er beim 28. America’s Cup zur siegreichen US-Crew der America3. Er starb Ende März 2014 nach längerem Krebsleiden.